# Georgenia soli
Georgenia soli — вид актинобактерій родини Bogoriellaceae. Бактерія описана з проб ґрунту, забрудненого залізною рудою, зібраного у порту Нью-Мангалор у штаті Карнатака на півдні Індії.

## Назва
Видова назва soli походить від англійського слова soil — «ґрунт», і вказує на середовище проживання.